# Arisemus salazari
Arisemus salazari är en tvåvingeart som beskrevs av Quate 1996. Arisemus salazari ingår i släktet Arisemus och familjen fjärilsmyggor.
Artens utbredningsområde är Costa Rica. Inga underarter finns listade i Catalogue of Life.